# 曼海姆乐派
曼海姆乐派形成于18世纪中叶，約與奥地利的第一次维也纳乐派同期。他們在交响乐的发展中起过十分重要的作用。

## 概述
乐派由在德国曼海姆的一批乐师所组成；他们当时都在曼海姆选候公理查·提沃多的宫廷乐队中工作；这支乐队以他们精湛的演奏水準而闻名。
这支乐队的贡献在于交响乐写作手法，和管弦乐队演奏风格上的创新，如：以全部写出的乐队部分取代通奏低音；以突出主旋律的主调织体取代模仿对位和赋格；演奏的时候特别强调力度的对比，以大量突发的强音，特别在大幅度渐强和渐弱的使用上开创了先河；这些演奏时候的细节处理，在之前的器乐作品中是不被重视的，但曼海姆乐派将它发扬了起来，显示了当时这些音乐家独特的美学见解。
曼海姆学派的法国弦乐技法，与捷克音乐的音色和乐曲的饱满度相结合。钢琴与前奏、折弦和减弦的突然交替出现，影响了音乐句子的构造，整体形式由于各个位置的旋转而变得戏剧性。尽管所有的东西都已经出现在其他作曲家的分句中，但扬·瓦茨拉夫·斯塔米茨（Jan Václav Stamic）第一个将这些元素固定下来，给它们一个坚定的秩序，并始终如一地应用。他将喇叭和单簧管引入管弦乐中，从而实现了音乐的新色彩。通过动态的色调和交替的键和节奏，他实现了音乐的非凡可塑性。在当时，曼海姆管弦乐团已经取得了如此大的名气，以至于家乡被称为 "德国人的音乐雅典"。
曼海姆乐派开创了经典的四个乐章的交响乐结构，并大力促进了主音音乐的发展，另外在对作品中的音乐主题形象的展开与对比，以及配器的色彩性上也作出了不少的尝试。

## 代表人物
曼海姆学派分为三代音乐人。除了斯塔米奇之外，其他捷克籍的艺术家也很活跃。弗朗兹·克萨韦尔·里赫特（František Xaver Richter）、Antonín Fils、Jiří Čart和奥地利的伊格納茨·霍茨鮑爾。第二代艺术家主要由斯塔米奇的学生组成，如克里斯蒂安·卡纳比希（Christian Cannabich）、Franz Ignaz Beck、Ignaz Fränzl和他的大儿子Karel。第三代包括安东宁·斯塔米茨（Antonín Stamic）和Franz Danzi。